# Salvatore Distefano Noce
Salvatore Distefano Noce (Catania, 23 agosto 1850 – Tremestieri Etneo, 14 ottobre 1941) è stato un avvocato e politico italiano.
Venne eletto sindaco di Catania dal 14 agosto 1920 al 30 novembre 1920.